# 吳廷琰
吳廷琰（越南语：／，發音：[ŋō ɗìn jîəmˀ] ⓘ；1901年1月3日—1963年11月2日），其他華文媒體亦曾譯為「吳庭艷」或「吳廷炎」，聖名若翰洗者（Gioan Baotixita），越南政治人物。曾担任大南國吏部尚书、越南共和國（南越）第一任总统（1955年－1963年）。吴廷琰出生于天主教官宦家庭，早年任职大南國官场，1955年通过公民投票废黜保大帝建立越南共和国，并自任总统，在任期间，吴廷琰采行反共主义，偏袒天主教，歧視大多數越南人口信奉的佛教，引發佛教徒危機，造成多名佛教徒示威者死亡，並因而失去美國政府支持。吳廷琰在1963年南越政變中被殺，然而吳廷琰死後，南越再也沒有政治強人治理南越，發生多次政變，間接造成美軍介入越戰。

## 出身

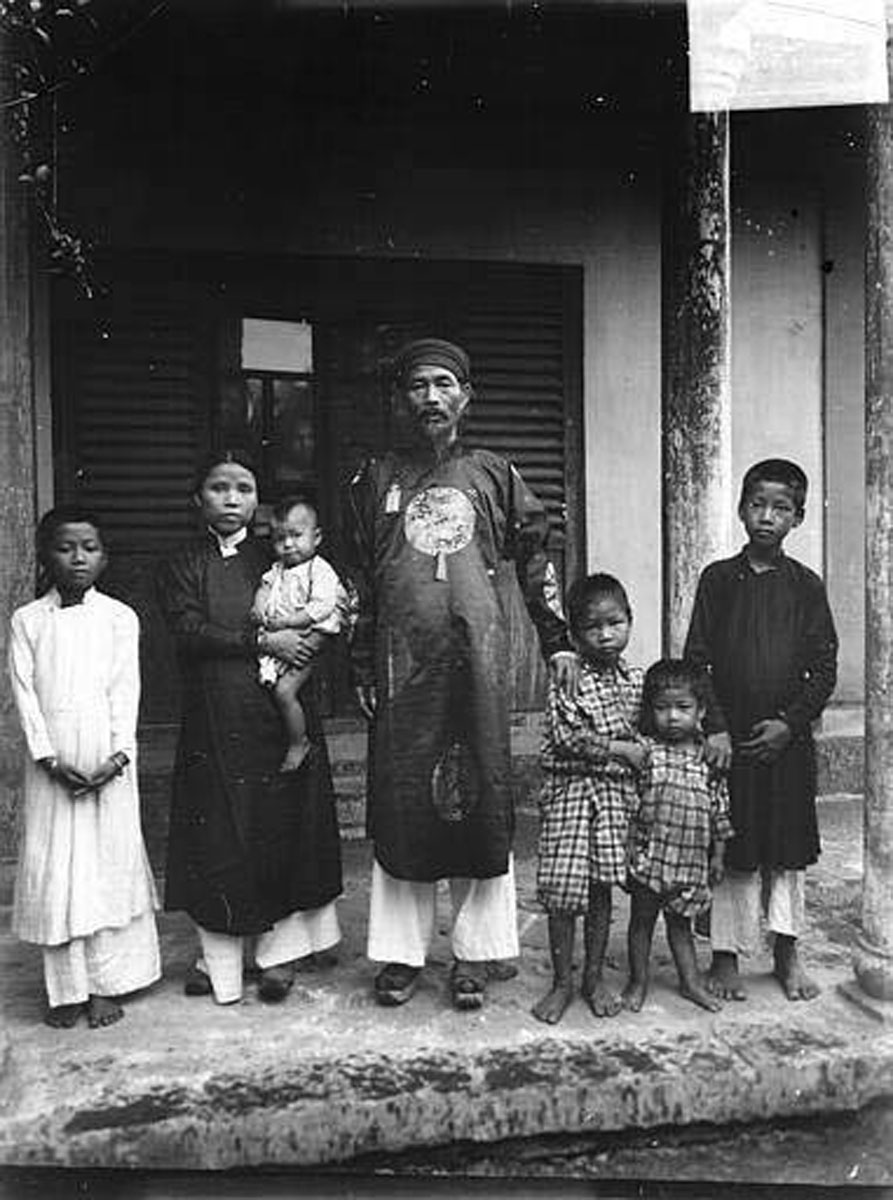
幼年吳廷琰（右二）与家人

吳廷琰出生於越南阮朝的廣平省。他的家族来自越南中部，在17世纪受葡萄牙传教士的劝导皈依天主教。他经常自称出身于显赫的官宦門閥世家，但一般认为这个家族原本属于下层阶级，直到吳廷琰之父吴廷可通过了科举考试，才得以跻身上流社会。吴廷可放弃了成为一名天主教神父的计划，踏入仕途，在法国殖民时期担任成泰皇帝的參謀，后来升任越南朝廷的礼仪和宫监（管理太监）大臣。吴廷可的第一位妻子早逝无子女，第二位妻子为他生下了6个儿子和3个女儿。他本人是一位虔诚的天主教徒，每天早晨带领全家去望弥撒。吳廷琰是他的第3个儿子，在顺化的主教座堂受洗，教名約翰洗者（Jean-Baptiste）。1907年，法国以精神病为理由，罷黜了不满殖民制度的成泰皇帝。吴廷可退隐回乡种地，以示抗议，吳廷琰也随父亲在家中稻田耕種，长大后就读于一所法国天主教学校，后来进入他父亲担任校长的法字国学场。15岁时，他继二哥吴廷俶之后，也进入修院。但是在几个月后就因那裡的规矩太严而离开。吴廷琰中学将要毕业时，因成绩优异而获取奖学金前往巴黎攻读神学，但是最终他放弃了成为神职人员之路。他前往河内，就读于行政学院（训练越南官员的法国学校）。他一生中仅有一次戀愛：当时，他爱上了老师的一位女儿，但由于那位女性出家成為修女，所以吳廷琰终身不娶。

## 早期事业
啟定六年（1921年），吳廷琰完成学业，被任命为香茶县知县，继长兄吳廷魁之后，成为一名阮朝官员。啟定八年（1923年），吳廷琰先後擔任香水縣、廣田縣知縣，後又升任海陵府知府。保大元年（1926年），25歲的吳廷琰晋升为寧順道管道，负责管理300座村庄。他的晋升得益于吴廷魁与内阁领袖、天主教徒阮有排之女的联姻。阮有排深受法国人的尊敬，而吳廷琰的宗教与家族背景给他留下了深刻印象。法国人对吳廷琰的工作态度印象深刻，但是被他频繁呼吁给予越南人更多的自治权的做法所激怒。吴廷琰曾一度宣布要辞职，但是受到平民的鼓励，坚持了下来。当他骑马穿过广治附近地区时，他首次遭遇到共产党人的宣传活动。吴廷琰首次卷入了反共活动，印刷自己的小册子。保大四年（1929年），他帮助围捕了寧順道的共产党鼓动者，並因此被晋升为平顺省巡撫。在1930年和1931年，他和法国军队合作，镇压了共产党组织的第一次农民暴动。在暴力事件中许多村民遭到劫掠甚至被杀害。

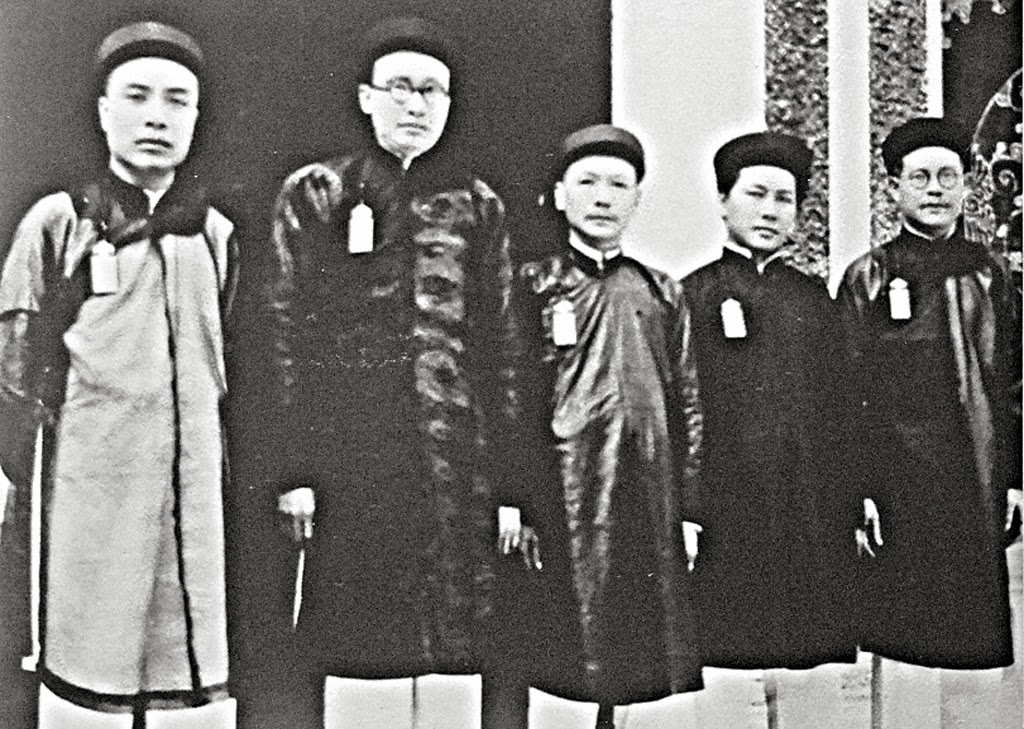
左起第四位為吏部尚書吳廷琰

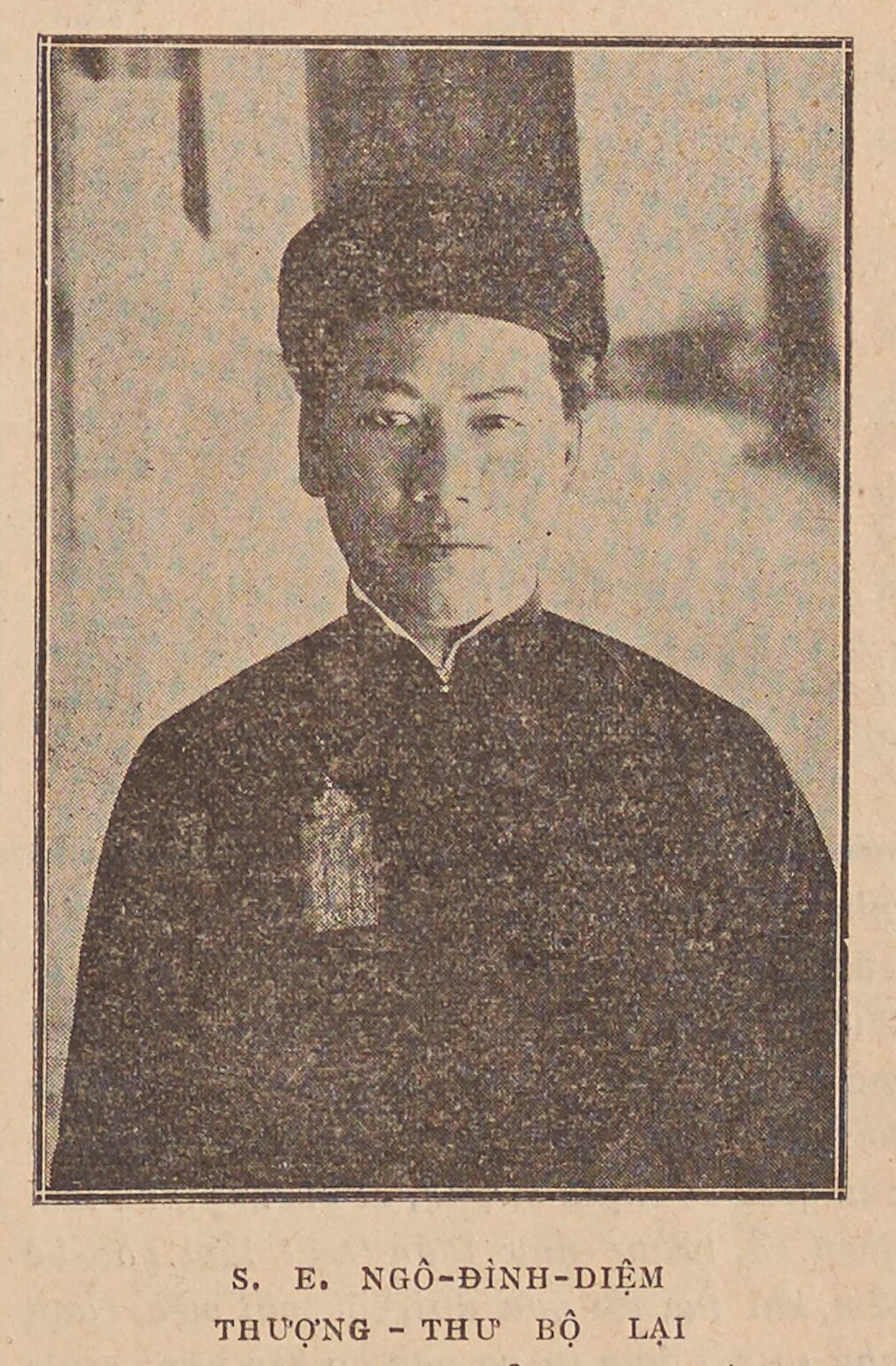
青年吳廷琰

保大七年（1932年），保大帝回国親政。次年四月八日（1933年5月2日），保大帝在殖民政府允許下改組內閣，罷免阮有排，任命吴廷琰等青年官员进入内阁，吳廷琰担任吏部尚书。3个月后，吴廷琰因向法国人提出建立越南人議會的要求被拒绝，愤而辞职。他被免去一切職務，并遭威胁被逮捕。
此后10年中，吳廷琰和家人隐居起来，但仍受到监视。他没有任何正式职位長達廿一年之久，将时间用于阅读、沉思、修道、彌撒、园艺、狩猎和摄影。作为保守派，吳廷琰不是革命的信徒，他的民族主义活动局限于偶尔到西贡旅行时，前去看望潘佩珠。1942年，第二次世界大战期间，他试图说服入侵的日军，宣布越南独立，但是该建议未被采纳。他创建了一个秘密的政党。当1944年夏天自由法国发现这个政党的存在时，法国人宣布吳廷琰为叛亂分子，准备逮捕他。于是他逃到西贡，伪装成一名日军军官。1945年3月，日本帝國發動三九政變，隨後保大帝在日軍支持下宣佈“越南獨立”。日本人希望推举他出任保大的越南帝国首相，當日《西貢報》也以“愛國志士”為題向越南民眾介紹吳廷琰。吳廷琰立刻拒絕日本人，後來吳廷琰后悔，试图歸順日本人，但是保大皇帝已任命了陈仲金為首相。不过吳廷琰也得以避免卖国贼的污名。1945年9月，日本二戰投降后，共產黨胡志明宣布成立越南獨立同盟會（越盟），越盟开始与法国人时常冲突。吳廷琰试图前往顺化，劝阻保大皇帝加入共产政权，但是在途中被越盟逮捕，流放到边境地区的一个山村。他几次差点因疟疾、痢疾和流行性感冒，以及缺乏当地村民的照料而死。6个月后，他被带到河内见胡志明，但是他拒绝加入越盟，并且为他长兄吳廷魁被越盟特务活埋一事质问胡志明。
吳廷琰继续努力爭取支持者，建立反对越盟的力量。虽然吳廷琰的影响并不算大，胡志明还是十分恼怒，下令逮捕他。吳廷琰虎口逃生。1946年11月，法国和越盟之间的冲突升级为全面战争，越盟被迫全力应战。吳廷琰见形势有所缓和，便搬往南方的西贡地区，和在湄公河三角洲的永隆教区担任主教的二哥吴廷俶住在一起。这时吳廷琰兄弟共同创立越南民族联盟，要求法国承认越南拥有类似于大英國協国家的主权地位。该联盟分别在河内和西贡各资助一份报纸。但两份报纸都被关闭了：河内的编辑被捕，而西贡的编辑被佣兵刺客所杀害。吳廷琰的活动使他实质上获得了公开身份，这时法国人决定让步，以安抚民族主义鼓动者，还要求他劝说保大皇帝加入他们。在这期间，法国人策划了越南国，吳廷琰拒绝保大皇帝的宰相。这时他在报纸上发表声明，鼓吹在共产主义和法国殖民主义之外的第三种力量，但只激起了少数人的兴趣。1950年，越盟失去对他的耐心，缺席審判並判他死刑，而法国人也拒绝保护他。胡志明派來的特务，试图在吳廷琰前去拜访他的二哥吴廷俶时，杀掉吳廷琰，于是吳廷琰在1950年离开越南。

## 流亡
吳廷琰向法国人提出申请，要前往罗马参加在教廷举行的圣年庆典。获得批准后，他在8月和吴廷俶一起离开，显然要成为一名与政治无关的人物。在赴欧洲之前，吴廷琰前往日本拜访阮朝宗室強㭽，以谋取支持，准备夺取政权。他还向驻日盟军总司令麦克阿瑟元帥寻求支持，但这两次会见均未取得成果。一位朋友安排他会见了一位在美国政府中担任顾问的美国学者，卫斯理·费舍（Wesley Fishel）。费舍支持亚洲反殖民主义、反共的第三种力量学说，吴廷琰也给他留下了深刻印象。他在美国帮助吴廷琰安排了获取支持的各种接触和集会。这时，朝鲜战争的爆发和麦卡锡主义的兴起，使吴廷琰获得一个难得的机会，在美国国务院举行的招待会上，见到代理国务卿詹姆斯·埃德温·韦伯。但是吴廷琰表现软弱，由吴廷俶进行了大部分谈话。结果，不再有其他重要官员接见他。不过，他还是得以拜访当时最有政治能力的神职人员，枢机弗兰西斯·斯贝尔曼。在1930年代，斯贝尔曼曾经与吴廷俶一起在罗马求学。他成为吴廷琰最有力的鼓吹者之一。吴廷琰设法在罗马朝见了教宗庇护十二世，随后又继续在欧洲各国游说。吴廷琰还曾试图劝说保大皇帝任命他为越南首相，但是遭到拒绝。吴廷琰只好返回美国，继续游说。
在1951年，他被国务卿迪安·艾奇逊接见。此后3年中，他住在新泽西州斯贝尔曼的玛利诺神学院，有时住在纽约州的另一所神学院。斯贝尔曼帮助吴廷琰在右翼人士和天主教界中，例如约瑟夫·雷芒德·麦卡锡，寻找支持力量。吴廷琰在美东旅行，在大学中演讲，声称只有“自由世界”能够拯救越南，但是需要美国来帮助一个既反对越盟又反对法国人的民族主义政府。他被任命为密歇根州立大学的政府研究署（Government Research Bureau）的顾问，费舍就在那里工作。密歇根州立大学负责管理政府主办的援助冷战同盟国的计划，而吴廷琰帮助费舍后来在南越实施密歇根州立大学集团（Michigan State University Group）计划奠定了基础。由于法国势力在越南消退，获得美国支持的吴廷琰身价开始上涨。

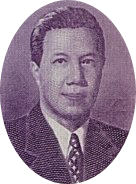
保大皇帝

1954年，越盟在奠邊府戰役大胜，北越再次宣告独立，並立即得到苏联和中华人民共和国的支持。为了與以胡志明为首的越盟对抗，法国被迫放弃对越南的控制，宣布将权力移交给阮朝的末代皇帝保大，而保大皇帝需要外国的帮助才能支撑他的越南国，和胡志明政权相抗衡。考虑到吴廷琰在美国政治决策人中的声望，他选择了吴廷琰最年幼的弟弟，当时正在欧洲求学的吳廷练加入他的代表团，参加决定印度支那未来命运的1954年日内瓦会议。吳廷练代表保大皇帝与美国进行接触，因而美国人认为这表达了保大皇帝对吴廷琰的兴趣。
在德怀特·艾森豪威尔就任美国总统以后，保大帝指定吴廷琰担任內閣總長。此一任命，受到法国朝野輿論的普遍指责，他们认为吴廷琰不能胜任这一职务，法国总理皮埃尔·孟戴斯-弗朗斯更声称吴廷琰是一名“狂热份子”。日内瓦会议协定导致越南被按照17度线被分割为南北两部分，将在1956年进行选举来重新统一国家。越盟控制了北方，而法軍支持的越南国控制南方，吴廷琰拜相。1955年初，法属印度支那解散。吴廷琰的南越代表团没有在协定上签字，以此拒绝承认半个越南在共党统治之下。
6月26日，吴廷琰抵达西贡的新山一国际机场，竟只有几百人前来欢迎他，其中多数为天主教徒。吴廷琰没有微笑，只挥了一下手就进入车内。

## 权力的巩固

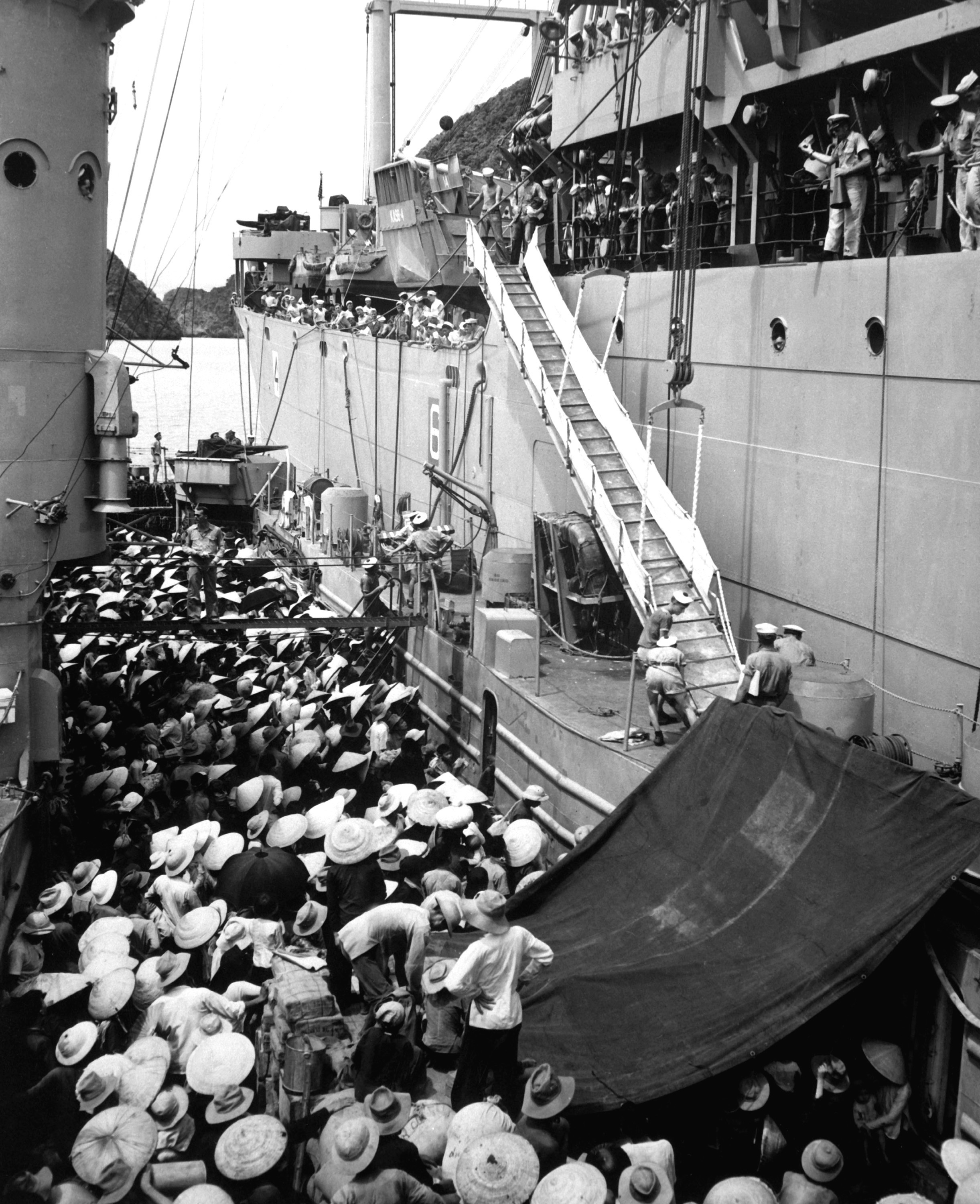
越南北方的天主教徒搭船逃往南方

日内瓦协定规定，在1954年10月之前，南北方之间保持行动自由；这给南方带来了极大的紧张。吴廷琰原本只预料有1万名难民，但是到8月，已经有超过20万人在河内和海防市等待撤退；这次移民强化了支持吴廷琰的政治基础。在分治以前，越南的大部分天主教徒居住在北方。在边境封锁以后，越南的大部分天主教徒都已经生活在吴廷琰统治的南越。美国海军的自由之路行动运送了大约100万北越人移居到南方，大部分是天主教徒。中央情报局的爱德华·兰斯代尔上尉，曾经帮助吴廷琰强化他的统治，发起一场宣传战，以鼓励尽可能多的难民迁往南方。这一努力有双重的目的：特别增加天主教徒的人数，以及增加南方的总人口数，以便赢得1956年的重新统一的选举。其中包括派遣南越间谍到北方，传播厄运迫近的谣言，例如雇用占卜師预言共产主义统治下的灾难，中共的入侵和掠夺，声称美軍将在北越使用核武器。吴廷琰还使用“基督已经来到南方”、“圣母玛利亚已经离开北方”等口号，誘使基督徒南向，断言在胡志明统治之下，天主教将受到迫害。北方六成以上的天主教徒迁移到吴廷琰的南越，使他得到一批忠诚的支持者。
当时，吴廷琰的地位尚不牢固；保大帝嫌恶吴廷琰，任命他只是由于政治需要。法国人将其视为敌人，希望他的统治崩溃。当时，法国远征军仍是南方最强大的军事力量；吴廷琰的越南国军原本也是由法军创立与训练的，其军官是由法国人委任，总司令阮文馨是法国公民，他厌恶吴廷琰，并屡次违抗吴的命令。吴廷琰还必须与2个宗教教派——高台教和和好教进行鬥爭，它们在湄公河三角洲都拥有自己的军队，其中高台教的军队估计有25,000人。北方越盟估计控制了三分之一的国家。首都的情形最为恶劣：平川派组织的犯罪集团，号称有4万大军，控制着妓院、赌场、和全亚洲无与伦比的鸦片制造厂。由于保大皇帝曾将警察权出售给平川派，因而形成类似于1920年代美国芝加哥被“地下市长”艾尔·卡彭所控制的局面。如此，吴廷琰的權力幾乎无法超出他的官邸。

## 越南共和国的建立

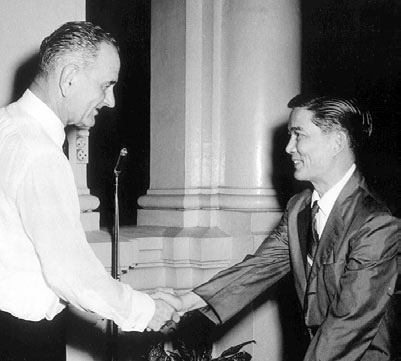
吴廷瑈（右）

法軍在奠边府战役中战败后，已经准备从印度支那撤退。1955年初，法属印度支那宣布解散，因而吴廷琰暂时获得对南方的控制权。这时他宣布，将在1955年10月23日，进行一场公民投票，来决定南方的未来方向。竞争的一方是保大皇帝，鼓吹恢复君主立憲制，而另一方吴廷琰则主张共和制。投票如期举行，吴廷琰的四弟，勤勞人位革命黨领袖吳廷瑈，提供吴廷琰的选举费用，组织和监督这次选举。保大皇帝的竞选活动遭到禁止，保大皇帝的支持者遭到吳廷瑈的工人袭击，而投票结果也出现了離奇的舞弊行为。吴廷琰的得票率竟然高达98.2%，其中在西贡得到605,025张选票，但是那裏的登记选民数，卻只有450,000人。在其他地区，吴廷琰的得票数也超过了登记选民数。3天后，吳廷琰宣布越南共和國成立，自己成为首任总统。
根据1954年日内瓦协定，越南将在1956年通过选举实现国家的重新统一。吴廷琰抨击共产党，宣布1956年选举“只有在完全自由的情况下才是有意义的”，因而取消这次选举是正当的，尽管他本人在1955年的投票中得到了令人难以置信的票数。
在来自国内和美国的压力下，吴廷琰同意在1959年8月举行选举，组成國會。吴廷琰運用各種手法迫害其他政治人物，如报纸不允许公布独立候选人的名字或其政策，禁止举行超过5人的政治集会。候选人会因为各種细故，例如张贴竞选海报不当就丧失选举资格。在乡村地区，候选人被威胁将控以私通越共，可能判处死刑。政府最突出的批评者潘光诞，被允许参加竞选。尽管部署了高達八千名便衣军人进入投票区，潘光诞还是赢得了6–1的比率。吴廷琰在全国调动军队，潘光诞在召集新的集会时遭到逮捕。

## 统治

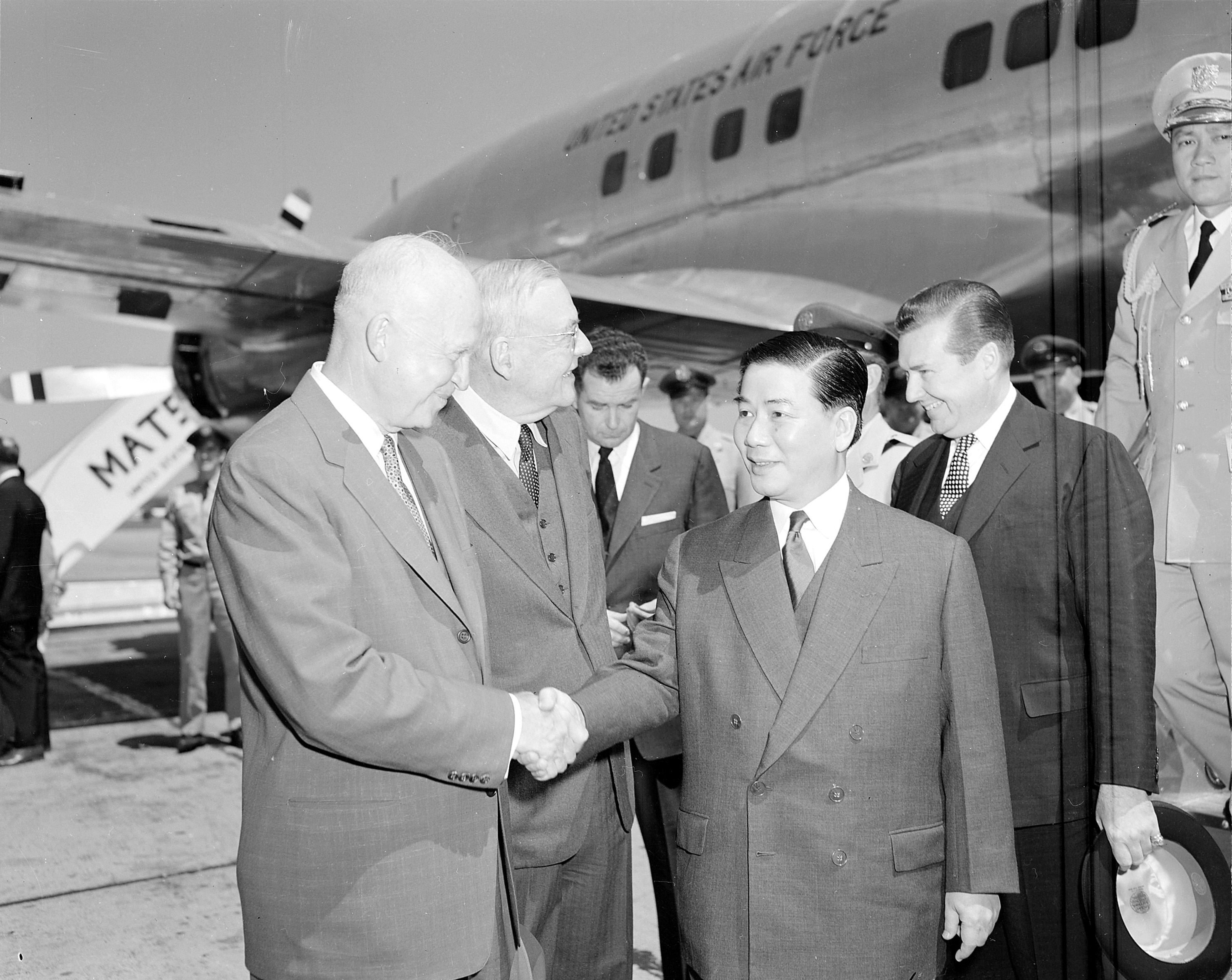
吴廷琰，由美国国务卿约翰·福斯特·杜勒斯陪同，抵达华盛顿国家机场，与美国总统德怀特·艾森豪威尔握手

吴廷琰的统治是独裁主义和裙带資本主义者。他最信任的官员是他的四弟吳廷瑈，但其沉溺于鸦片，并且是阿道夫·希特勒的崇拜者，其秘密警察的拷问风格也模仿纳粹。他的五弟吴廷瑾负责照管顺化的前皇城。虽然吴廷瑾和吳廷瑈都未在政府中担任任何官职，却各有所司，指挥私人部曲和秘密警察。六弟吴廷練被任命为驻英国大使。他的二哥吴廷俶被教廷委任为天主教顺化教区总主教，并且与吳廷瑈夫妇和吴廷琰一同住在总统府内。吴廷琰是一个民族主义者、虔诚的天主教徒、反共人士，遵从人格主義和儒学。
吴廷琰的统治由于家族貪腐而受到指责。吴廷瑾被普遍认为卷入了将稻米非法走私到北越以及将鸦片经过老挝运往亚洲各地，以及垄断肉桂贸易，积聚的财富存入外国银行。吴廷瑾和吳廷瑈为美国合同和稻米贸易展开竞争。吴廷俶则成为了越南最有权势的宗教领袖，被允许向西贡商人请求“向教会自愿捐款”。吴廷俶还利用其地位为天主教会获得农庄、商店、城市房地产和橡胶种植园。他还动用军队为其个人工作，包括木料和建筑工程。吴氏家族通过彩票舞弊、操纵流通，以及向西贡商人詐欺钱财来积聚财富。吴廷练通过利用政府内部情报，在外汇市场投机，而成为亿万富翁。
由於吳廷琰終身未婚，因此在他擔任總統的期間，其四弟吳廷瑈的夫人陳麗春（一般稱之為吳廷瑈夫人，簡稱瑈夫人）擔任第一夫人的角色。在瑈夫人主導下，吴廷琰关闭了妓院和鸦片馆，离婚和堕胎成为非法，强化禁止通奸的法律。瑈夫人的夫婿吳廷瑈，藉著自己掌控的情治部門，掃蕩了反對派平川派，还进一步解散了控制湄公河三角洲部分地区的高台教和和好教的军队。在南越各省整肅潛伏於國內的共產黨黨人，约有5万人被处死，7.5万人被非法禁錮，其中也包括許多無辜的鄉民。

## 政府对佛教徒的政策
在越南人口的宗教构成中，佛教徒约占人口的70%到90%。许多历史学家认为，作为一名天主教徒，吳廷琰的政策明显继续偏向在越南占人口少数的天主教徒，而歧视占人口多数的佛教徒。政府被认为在公用设施、军人晋升、土地安置、商业利益和减免税收方面都偏向天主教徒。吴廷琰还曾经对一位高级军官说，要他忘记自己是一名佛教徒，“将天主教徒安置在敏感的职位上，因为他们值得信赖。”许多军官改信天主教，因为他们的前途很大程度上取决于此，如果拒绝皈依天主教，将很难得到提升。此外，甚至在向保卫村庄免受越共游击队攻击的民兵分发轻武器时，发现只有天主教徒村庄得到了武器，而一些天主教神父甚至拥有自己的私人武装部队。在一些地区发生了强迫改宗、抢劫、以及毁坏寺庙的事件。一些佛教徒村庄全体改宗，以便能得到援助，或避免被吴廷琰政府强迫迁居。自法国殖民时代起，只认定佛教为私人团体，需要官方许可才能举行公众活动，只有天主教才具有正式的宗教身份，吴廷琰也没有废止这项政策。天主教会是越南最大的地主，但是天主教会拥有的土地被免于进行土地改革。天主教徒们也在“事实上”被豁免了政府强迫所有公民参加的无偿劳动；美国援助不成比例地分配给天主教徒占多数的村庄。在吴廷琰统治下，天主教会享受免除财产所得税的特权，在1959年，吴廷琰更宣称要将越南奉献给圣母玛利亚。
在南越，在所有重要的公众场合，都要升起金白两色的梵蒂冈国旗。美援物資的供应向天主教徒倾斜，新成立的顺化大学和大叻大学都接受天主教会的管理，培育倾向天主教的学术环境。

## 佛教徒危机
1963年5月到11月，越南共和國（南越）處在政治和宗教緊張的時期。當時，南越吳廷琰政府採取偏袒甚至獨尊天主教的態度，而一再引發佛教徒（佔全國人口70-90%）的不滿——是为佛教徒危機。衝突的導火線是順化佛誕槍擊案。1963年5月8日佛誕日，在順化有9名平民因抗議吳廷琰的羅馬天主教政權禁止懸挂佛教旗幟而被南越政府軍槍殺。吳廷琰拒絕調整歧視占人口多數的佛教徒的政策，導致大規模的反政府運動。
1963年，吴廷琰政府与美国政府的关系恶化，而在南越人口中占多数的佛教徒的不满情绪也在升温。5月，在顺化，政府引用禁止懸掛非政府旗帜的法规，禁止佛教徒在佛诞日庆典上懸掛佛教旗帜。但是数日后，天主教徒们却被允许在吴廷琰的兄长、顺化教区总主教吴廷俶主持的庆典中懸掛梵蒂冈国旗。5月8日，由于顺化慈曇寺的釋智光长老拒绝将在电台广播弘法的讲稿交给政府审查，布道被取消，引发群众的反政府示威抗议，吴廷琰出动武力镇压，造成8人死亡（其中几名是儿童）。吴廷琰及其支持者谴责越共要为死亡事件负责。省长为死亡事件表示道歉，并表示提供抚恤金，但否认政府军要为此负责，同样谴责越共的煽动。
佛教徒提出5点要求：自由懸掛宗教旗帜、停止逮捕佛教徒、抚恤顺化的受难者、严惩杀人凶手和实行宗教平等。吴廷琰将佛教徒称为过分要求的「谴责白痴」，其实他们已经享受了上述权利。吴廷琰命令军队逮捕参加抵抗活动者。6月3日的「順化化學攻擊」事件中，1500名示威者试图前往慈曇寺，派往鎮壓军队在动用催泪瓦斯和军犬驱散人群失败后，最后对示威者使用了褐红色的液体化学武器，导致67人因受化学伤害送往医院。随即又颁布了宵禁令。
由於政府偏袒天主教，日益激化，並且使用殘酷手段鎮壓佛教徒，使得衝突日益升高，佛教界不滿浪潮也達到最高點。1963年6月，佛教僧侣釋廣德在繁忙的西贡十字街头当众自焚，以抗议吴廷琰的宗教不平等政策。
釋廣德死前留下了遺言，內容如下：
|  | 在我閉上雙眼去見佛祖之前，我懇求總統吳先生能以一顆同情心去對待人民並履行許下的宗教平等諾言，以長久地保持國力。我已經呼籲各宗教人士及廣大佛教徒，在必要時為保護佛教而犧牲。 |

这次事件的照片在世界各地广泛传播，对于许多人而言，这些图片代表着吴廷琰政府的失败。此后，又有释善美、妙光、释善惠、光香、释清穗和释元香6位比丘與比丘尼，在藩切、顺化及宁和的街头自焚，吴廷琰使用他惯常的反共论点，认定这些反对者就是支持共產黨的異議份子，無論是越南或是美国舆论中，吳廷琰的信任度日益下滑。釋廣德自焚使國際關切，改革的壓力增加了不少，而這最終迫使吴廷琰宣佈一些改革，以緩和佛教徒的情緒，可是這或許只是他的緩兵之計，他宣布的改革不是蝸行牛步，就是無疾而終，甚至引發了爭論，令官民關係更加惡化。反政府示威持续了整个夏天。
8月21日午夜，忠于吴廷琰弟弟吴廷瑈的特種部隊查抄了西贡最大的佛寺舍利寺。寺庙被摧毁，僧侣们遭到殴打，被視為「聖心」的釋廣德的心臟被查抄。查抄同时在全国各地进行，顺化的土丹寺也遭到了抢劫，佛像被毁坏，已故僧侣的尸体被没收。群众前来保护僧侣，随之发生冲突，造成30名平民死亡，200人受伤。 1,400名僧侣被捕，其中30人受伤。美国表示不赞成吴廷琰的做法，大使亨利·卡波特·洛奇「事后地」参观寺庙。在吴廷琰统治的最后阶段，未再发生新的佛教徒示威活动。
这时，瑈夫人（事实上的第一夫人）对僧侣自焚「拍手叫好」，将出家人自焚比作「烤肉」，此舉激起更大民怨。而吳廷瑈说：「如果佛教徒想要另一次烤肉，我倒很乐意提供汽油。」。
这次查抄寺院，使得原本不关心政治的西贡民众普遍产生了不安的情绪。西贡大学发生学生罢课和骚乱，随之发生逮捕、关押、和关闭大学。然后这一切又在顺化大学重演。当中学生开始示威时，吴廷琰也将他们逮捕，1,000多名学生来自西贡最好的中学，多数是西贡公务员的子女，被送往再教育营。甚至只有5岁的孩子也因涂鸦行为被視為反動，而被送进再教育营。
吴廷琰的外交部长武文牡宣布辞职，并将剃髮為光頭，如同佛教僧侣，以示抗议。当他试图出国朝圣时，吴廷琰将他逮捕。

## 政变与暗杀

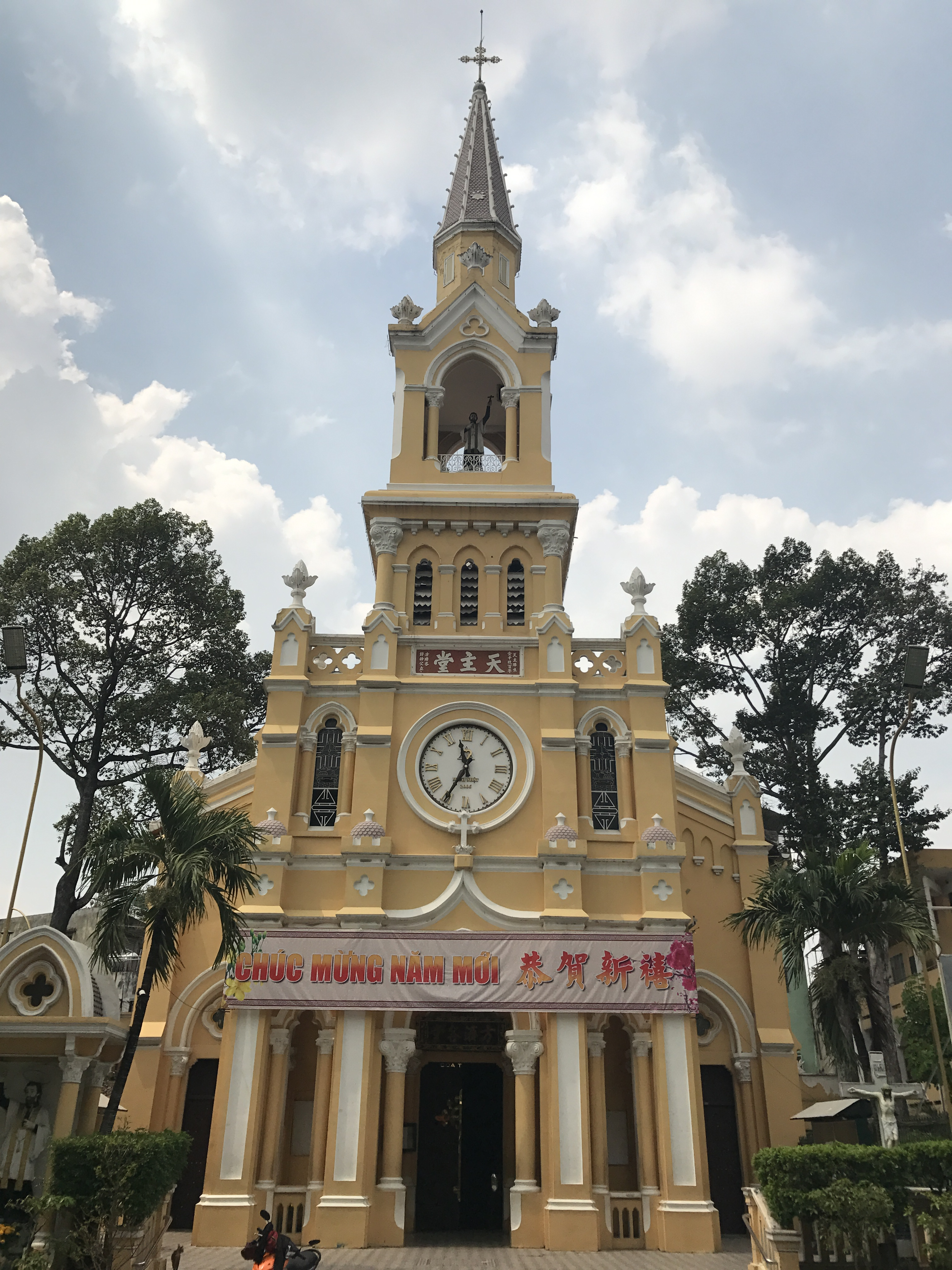
吴氏兄弟最后藏身的圣方济教堂

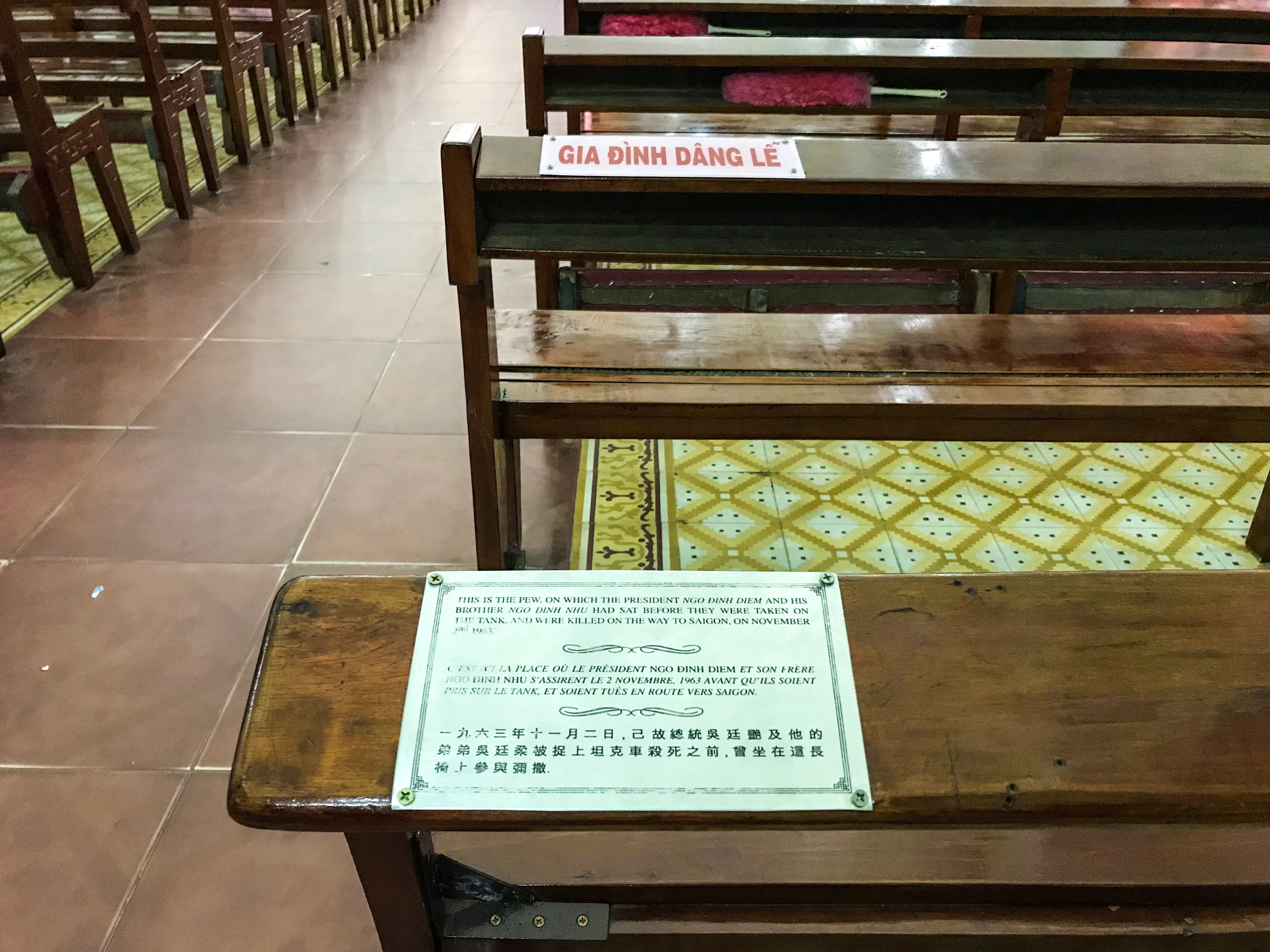
吴氏兄弟被捕前所坐的长凳

1963年8月24日，美国国务院发给美国驻越南共和国大使的243号电报，态度鲜明地表示，由于吴廷瑈策划查抄舍利寺、迫害佛教徒，华府已經不能再容忍他继续掌权，如果吴廷琰拒绝撤换他的弟弟，美国将另外拥立一位南越领导人。此前美国已经获悉杨文明将军为首的南越将军们计劃进行政变。这份电报授权洛奇，如果吴廷琰不愿撤换吴廷瑈，美国政府将不会干预军官们发动取代吴廷琰的政变。这份电报标志着美国－吴廷琰关系的转折点。
1963年11月1日，杨文明等一批高级军官在一次例行会议上，突然宣布军事革命委员会夺取权力，并枪杀了其中唯一的反对者。在进行了通宵激烈的戰鬥之后，忠于总统的士兵失败，吴廷琰、吳廷瑈兄弟和他们的随从连夜经过秘密的地道逃离总统府，前往堤岸華僑区，先后藏身在富商馬國宣家和圣方济教堂中。次日早晨，即11月2日，吴氏兄弟获悉政变军人允诺让他们安全出国，同意投降。在前往军事总部的途中，兄弟二人在1辆M113装甲运兵车内，被杨文明的保镖阮文戎上尉等人先用一支半自动手枪近距离射杀，尸体又被子弹和刀一再损伤。政变军人们最初试图掩盖处死吴氏兄弟的真相，称吴氏兄弟是自杀，但是这明显与在媒体上曝光的血腥的尸体照片相冲突。
吴廷琰的死亡证明将其头衔记载为“前巡抚”而非国家元首。吴廷琰被埋葬在美國駐西貢大使館附近的莫挺之公墓，没有立碑。數年後，吳氏兄弟被遷葬到平陽省順安市社的萊眺（Lái Thiêu）公墓，墓碑上的名字是“若翰洗者”（Gioan Baotixita），吳氏兄弟的生母露西·范氏紳（Luxia Phạm Thị Thân）之墓位於兩兄弟墓之間。其五弟吳廷瑾後亦被政变军队處決。只有吴廷俶和吳廷練由于身处海外而得以幸免，当时吴廷俶正在羅馬教廷参加第二次梵蒂岡大公會議，而吴廷練正在驻英国大使任内。

## 后果
据报道，当胡志明听到吴廷琰被兵變殺死的消息时说道：“我几乎不能相信美国人会如此愚蠢。”越南勞動党中央政治局则更为直率地预言：“11月1日政变的结果将会与美帝国主义者的打算相反……吴廷琰是反抗共产主义最激烈的人之一。吴廷琰会作出任何事情来试图扑灭共產革命。吴廷琰是美帝最能幹的『傀儡』之一……在南越流亡海外的反共分子中，没有人有足够的政治资产和能力能让其他人服从。因此，这个政权不会稳定。1963年11月1日的这场政变不会是最后一次政变”。
北越當局的判斷是相當正確的。吴廷琰被暗杀以后，南越果然未能建立起一个稳定的政府，在他死后的数年中，发生了多次政变，最後只換上了貪腐嚴重的阮文紹。南越失去了政治強人，腐敗內鬥的政府、游移不定的政策、逐步縮減的軍援，為最後的敗亡埋下了種子。

## 榮譽
- 第一等保国勋章
- 王国皇冠勋章 （1960年）
- 采玉大勳章（1960年1月）[65]

## 延伸阅读
- Borthwick, Mark. . Westview Press. 1998. ISBN 0813334713.
- Buttinger, Joseph. . Praeger publishers. 1967.
- Fall, Bernard. . Praeger publishers. 1963.
- Fitzgerald, Frances. . 波士顿: Little, Brown and Company. 1972. ISBN 0-316-15919-0.
- Gettleman, Marvin E. . Penguin Books. 1966.
- Halberstam, David. . 1969. ISBN 0-449-90870-4.
- Hammer, Ellen J. . E. P. Dutton. 1987. ISBN 0-525-24210-4.
- Jacobs, Seth. . Rowman & Littlefield Publishers. 2006. ISBN 0-7425-4447-8.
- Jones, Howard. . Oxford University Press. 2003. ISBN 0-19-505286-2.
- Karnow, Stanley. . Penguin Books. 1997. ISBN 0-670-84218-4.
- Langguth, A. J. . Simon and Schuster. 2000. ISBN 0-684-81202-9.
- Le Xuan Nhuan. . Westminster: Van Nghe. 1996  [2021-01-16]. ISBN 1-886566-15-1. （原始内容存档于2020-06-29）.
- Le Xuan Nhuan. . 2002  [2021-01-16]. ISBN 0-9665293-8-3. （原始内容存档于2020-04-01）.
- Maclear, Michael. . Methuen. 1981. ISBN 0-423-00580-4.
- Mann, Robert. . 纽约: Perseus. 2001. ISBN 0-465-04370-4.
- Moyar, Mark. . Cambridge University Press. 2006. ISBN 0-521-86911-0.
- Olson, James S. . St. Martin's Press. 1996. ISBN 0-312-08431-5.
- Reeves, Richard. . New York: Simon & Schuster. 1994. ISBN 0-671-89289-4.
- Sheehan, Neil. . Vintage Books. 1989. ISBN 978-0679724148.
- Topmiller, Robert J. . University Press of Kentucky. 2006. ISBN 0813122600.
- Tucker, Spencer C. . ABC-CLIO. 2000. ISBN 9780195135244.
- Warner, Denis. . Macmillan Publishers. 1963.

## 外部連結
- JFK and the Diệm Coup（页面存档备份，存于） - Provided by National Security Archive.
- The Pentagon Papers, Vol. 2 Ch. 4（页面存档备份，存于） "The Overthrow of Ngô Đình Diệm, May-November, 1963," pp. 201–76